# Pont Mihailo Pupin
Le Pont de Pupin (en serbe cyrillique : Пупинов мост ; en serbe latin : Pupinov most) est un pont  sur le Danube à Belgrade, la capitale de la Serbie ; il relie la municipalité de Zemun à la ville de Borča, dans la municipalité de Palilula. Il était financé par des prêts de la Banque d'import-export de Chine (Exim) et construit par la China Road and Bridge Corporation (CRBC). Le pont doit son nom au savant serbe Michael Idvorsky Pupin.

## Emplacement
Le pont chinois est le deuxième pont de Belgrade sur le Danube, à quelques kilomètres en amont du Pont de Pančevo (Pančevački most). Reliant Zemun à Borča, il fait partie de la Spoljna magistralna tangenta (SMT), la « tangente routière extérieure » de la capitale serbe. À Zemun, le pont est relié à la rue T-6, située au sud-ouest de la localité de Nova Galenika, et, à Borča, il est connecté avec le Zrenjaninski put (la « route de Zrenjanin »), située au nord de la localité. Une liaison est également prévue entre le Zrenjaninski et le Pančevački put (la « route de Pančevo »).

## Caractéristiques techniques
Le pont chinois mesure 1 507 m de long, 29,1 m de large et 22,8 m de haut, avec six voies pour la circulation automobile et deux pistes pour les piétons et les cyclistes. Le pont est également conçu pour permettre la circulation des bateaux. Il est accessible grâce à un réseau de 21,6 km de routes de desserte.

## Coût
Selon les accords signés le 23 octobre 2009 entre le gouvernement serbe et le gouvernement chinois, la construction du pont a couté  170 millions €, dont 25,5 millions financés par le gouvernement de Serbie et  144,5 millions d'euros prêtés par la banque chinoise Exim, avec une latence de trois ans, un taux d'intérêt fixe de 3 % par an et une période de remboursement de quinze ans.

## Construction
La construction du pont est assurée par la société China Road and Bridge Corporation (CRBC), avec un accord selon lequel 45 % des matériaux utilisés proviennent de Serbie.
La première pierre du pont a été scellée le 14 juillet 2010 par le président serbe Boris Tadić et par Wu Bangguo, président du Comité permanent de l'Assemblée nationale populaire de Chine,. Le démarrage du chantier était prévu pour septembre 2010 mais, en octobre 2010, il a été annoncé que les travaux commenceraient au printemps 2011. L'inauguration du pont s'est déroulée le 18 décembre 2014.